# Legenden om Zorro
Legenden om Zorro är en amerikansk film från 2005 som handlar om den maskerade hjälten Zorro.

## Handling
Alejandro och Eléna är nu gifta och har en son, Joaquin, som är tio år gammal. Pojken känner inte till sin pappas hemliga identitet och Elena tycker att han skall sluta vara Zorro. När Kalifornien åter hotas av några skurkar, måste dock Zorro ge sig ut igen. Då blir Elena tagen av två agenter som tvingar henne att skilja sig från Alejandro.

## Om filmen
Filmen är en uppföljare till filmen Zorro – Den maskerade hämnaren (1998).

## Rollista (urval)
- Antonio Banderas – Don Alejandro de la Vega / Zorro
- Catherine Zeta-Jones – Eléna de la Vega
- Adrián Alonso – Joaquin de la Vega
- Rufus Sewell – Greve Armand
- Nick Chinlund – Jacob McGivens
- Julio Oscar Mechoso – Fader Felipe
- Shuler Hensley – Pike
- Michael Emerson – Harrigan
- Leo Burmester – Överste R. S. Beauregard
- Tony Amendola – Fader Quintero
- Pedro Armendáriz, Jr. – Guvernör Riley
- Giovanna Zacarias – Blanca Cortez
- Raúl Méndez – Ferroq
- Alberto Reyes – Fader Ignacio